# Dorcadion rizeanum
Dorcadion rizeanum là một loài bọ cánh cứng trong họ Cerambycidae.